# Çarşamba Çayı
Der Çarşamba Çayı ist ein Fluss in der türkischen Provinz Konya.
Der Çarşamba Çayı entspringt in den nördlichen Ausläufern des Geyik Dağı, eines Gebirgszugs des Taurusgebirges im Süden der Provinz Konya. Er fließt anfangs nach Norden. Bei Dereköy wendet er sich nach Osten. Er passiert Çağlayan und erreicht die Stadt Bozkır. Anschließend strömt der Çarşamba Çayı in Richtung Nordnordwest. Er trifft auf den Beyşehir-Kanal, den Abfluss des Sees Beyşehir Gölü. Der Çarşamba Çayı durchfließt nun die Schlucht Mavi Boğaz in östlicher Richtung. Der Fluss wird später von der
Apa-Talsperre aufgestaut. Der Çarşamba Çayı fließt nun in nordnordöstlicher Richtung und durchquert die östlichen Vororte von Çumra. Etwa 10 km nördlich von Çumra endet der natürliche Flusslauf. Der Çarşamba Çayı spaltet sich in mehrere Bewässerungskanäle auf. Der Çarşamba Çayı hat eine Länge von 105 km.